# Laone Ditshetelo
Laone Ditshetelo (* 20. September 2001) ist ein botswanischer Sprinter, der sich auf den 400-Meter-Lauf spezialisiert hat.

## Sportliche Laufbahn
Erste Erfahrungen bei internationalen Meisterschaften sammelte Laone Ditshetelo im Jahr 2023, als er bei den Weltmeisterschaften in Budapest mit der botswanischen 4-mal-400-Meter-Staffel das Finale erreichte und dort wegen eines Wechselfehlers disqualifiziert wurde. 
2023 wurde Ditshetelo botswanischer Meister in der 4-mal-100- und 4-mal-400-Meter-Staffel.

## Persönliche Bestzeiten
- 200 Meter: 21,01 s (+0,9 m/s), 4. März 2023 in Gaborone
- 400 Meter: 45,41 s, 26. Mai 2023 in Gaborone